# 경기순환버스
경기순환버스는 수도권제1순환고속도로를 이용하여, 경기도의 각 도시간 편리한 이동을 위하여 개설된 직행좌석버스의 일종이다. 2010년 8월 23일부터 경기순환버스라는 이름으로 5개 노선이 개설되었으며 각 노선은 아래와 같다. 2011년 2월 21일부터 운행 노선이 일부 조정되었다. 2019년 말 외곽순환버스라는 이름으로 변경되었다. 2021년 11월 1일부터 전 노선이 경기도 공공버스로 편입되면서 운행하고 있다.

## 운임
| 나이                    | 현금 (원) | 카드 (원) | 조조요금 (원) |
| ----------------------- | --------- | --------- | ------------- |
| 어른 (만 19세 이상)     | 3,100     | 3,050     | 2,600         |
| 청소년 (만 12세 ~ 18세) | 2,200     | 2,140     | 1,820         |
| 어린이 (만 6세 ~ 11세)  | 2,200     | 2,140     | 1,820         |

1. 경기순환버스를 포함한 서울특별시와 경기도에서 시내버스와 지하철 운임은 이동거리에 비례하여 운임을 부과하는 수도권 통합요금제의 적용을 받으며, 환승할인혜택도 이 기준에 맞추어 적용된다.
2. 교통카드에 한하여 최초로 탑승한 이동수단을 포함하여 5번까지 환승할 수 있다.
3. 이 노선은 거리비례 노선으로 이용구간별 운임이 다르다. 30km까지는 기본운임을 징수하며, 이후 성인기준 5km마다 100원씩 가산된다. 2019년 9월 30일부터 경기도 버스요금 인상으로 인해 성인요금(카드)3050원으로 훌쩍 올랐다

## 운행 노선
| 노선 번호 | 운행업체 | 운행구간      | 운행구간 | 운행구간                                                        | 운행구간 | 운행구간                | 경유지                                             | 배차 간격 (분)    | 운행 대수 | 비고                                                                                             |
| --------- | -------- | ------------- | -------- | --------------------------------------------------------------- | -------- | ----------------------- | -------------------------------------------------- | ----------------- | --------- | ------------------------------------------------------------------------------------------------ |
| 8106      | 경기고속 | 성남 (오리역) | ↔        | 청계영업소 시흥하늘휴게소 시흥영업소                            | ↔        | 부천 (송내역 남부)      | 미금역, 정자역, 수내역, 이매촌 한신A, 낙생육교     | 15~20             | 17        | 부천시 구간 일방통행 2020년 11월 2일부터 경기도 공공버스 편입                                    |
| 8106      | 경기고속 | 성남 (오리역) | ↔        | 청계영업소 시흥하늘휴게소 시흥영업소                            | ↔        | 부천 (송내역 남부)      | 상동역, 세이브존, 부천TR, 복사골문화센터, 반달마을 | 15~20             | 17        | 부천시 구간 일방통행 2020년 11월 2일부터 경기도 공공버스 편입                                    |
| 8109      | 경기고속 | 성남 (오리역) | ↔        | 가천대학교 구리영업소 불암산영업소 양주영업소                   | ↔        | 고양 (킨텍스)           | 미금역, 정자역, 수내역, 서현역, 이매역, 야탑역     | 30~70             | 8         | 2021년 11월 1일부터 경기도 공공버스 편입 경기도의 시내버스 최장거리 노선                         |
| 8109      | 경기고속 | 성남 (오리역) | ↔        | 가천대학교 구리영업소 불암산영업소 양주영업소                   | ↔        | 고양 (킨텍스)           | 백석역, 마두역, 정발산역, 주엽역, 대화역           | 30~70             | 8         | 2021년 11월 1일부터 경기도 공공버스 편입 경기도의 시내버스 최장거리 노선                         |
| 8401      | 경기고속 | 수원 (수원역) | ↔        | 의왕요금소 청계영업소 가천대학교 구리영업소 불암산영업소        | ↔        | 의정부 (경기도 제2청사) | 병무청, 장안문, 경기일보                           | 평일 6회 주말 2회 | -         | 2013년 4월 1일 개시 구리시 미경유 8409번 차량으로 운행 2020년 10월 13일부터 경기도 공공버스 편입 |
| 8401      | 경기고속 | 수원 (수원역) | ↔        | 의왕요금소 청계영업소 가천대학교 구리영업소 불암산영업소        | ↔        | 의정부 (경기도 제2청사) | 경기도인재개발원, 장암주공5단지, 굿모닝마트        | 평일 6회 주말 2회 | -         | 2013년 4월 1일 개시 구리시 미경유 8409번 차량으로 운행 2020년 10월 13일부터 경기도 공공버스 편입 |
| 8407      | 경원여객 | 안양 (호계동) | ↔        | 시흥영업소 김포영업소                                           | ↔        | 고양 (킨텍스)           | 범계역, 비산사거리, 안양역                         | 20~30             | 9         | 2023년 6월 19일 운행 재개                                                                        |
| 8407      | 경원여객 | 안양 (호계동) | ↔        | 시흥영업소 김포영업소                                           | ↔        | 고양 (킨텍스)           | 백석역, 마두역, 정발산역, 주엽역, 대화역           | 20~30             | 9         | 2023년 6월 19일 운행 재개                                                                        |
| 8409      | 경기고속 | 수원 (수원역) | ↔        | 의왕요금소 청계영업소 가천대학교 구리영업소 구리시 불암산요금소 | ↔        | 의정부 (경기도 제2청사) | 병무청, 장안문, 경기일보, 구리역, 돌다리           | 30~60             | 10        | 회룡역, 구리시 경유 2020년 10월 13일부터 경기도 공공버스 편입                                    |
| 8409      | 경기고속 | 수원 (수원역) | ↔        | 의왕요금소 청계영업소 가천대학교 구리영업소 구리시 불암산요금소 | ↔        | 의정부 (경기도 제2청사) | 배탈고개, 장암역, 망월사역, 의정부역, 의정부TR     | 30~60             | 10        | 회룡역, 구리시 경유 2020년 10월 13일부터 경기도 공공버스 편입                                    |
| 8906      | 진명여객 | 양주 (덕정역) | ↔        | 양주영업소 김포영업소 부천시                                    | ↔        | 부천TR                  | 양주신도시, 의정부TR, 의정부역, 송추               | 30~90             | 9         | 부천시 경유 경기도 공공버스 노선                                                                 |
| 8906      | 진명여객 | 양주 (덕정역) | ↔        | 양주영업소 김포영업소 부천시                                    | ↔        | 부천TR                  | 상동역, 세이브존                                   | 30~90             | 9         | 부천시 경유 경기도 공공버스 노선                                                                 |

## 개별 노선에 관한 정보

### 8106번

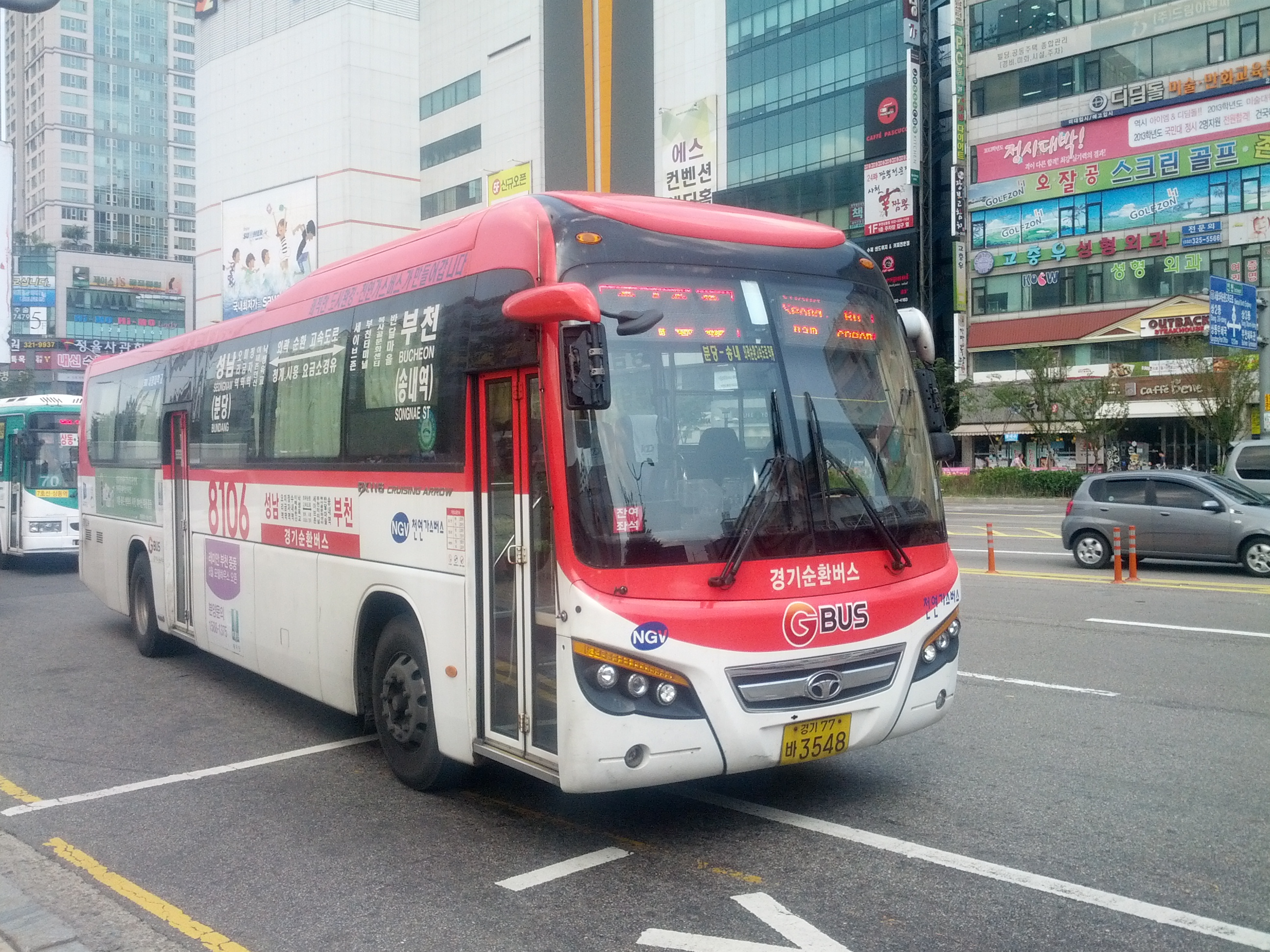
8106번

8106번의 경우 2011년 2월 21일에 기존 종점이였던 송내역 회차에서 송내역 경유 대신 반달마을을 마지막 정류장으로 종점을 변경하여 부천시 구간 일방통행 운행으로 변경되었으며 낙생육교도 추가로 정차하게 되었다. 하지만 송내역 미경유로 인하여 민원이 끊이지 않자 결국 KD운송그룹에서는 2011년 4월 9일부터 송내역 남부 정류장을 추가 정차하게 되었다. 2011년 11월 4일부로 수내역을 추가로 정차하게 되었다. 2020년 11월 2일부터는 경기도 공공버스 편입에 따라 인면허기관이 광주시 면허에서 성남시 면허로 변경되었다.

### 8109번

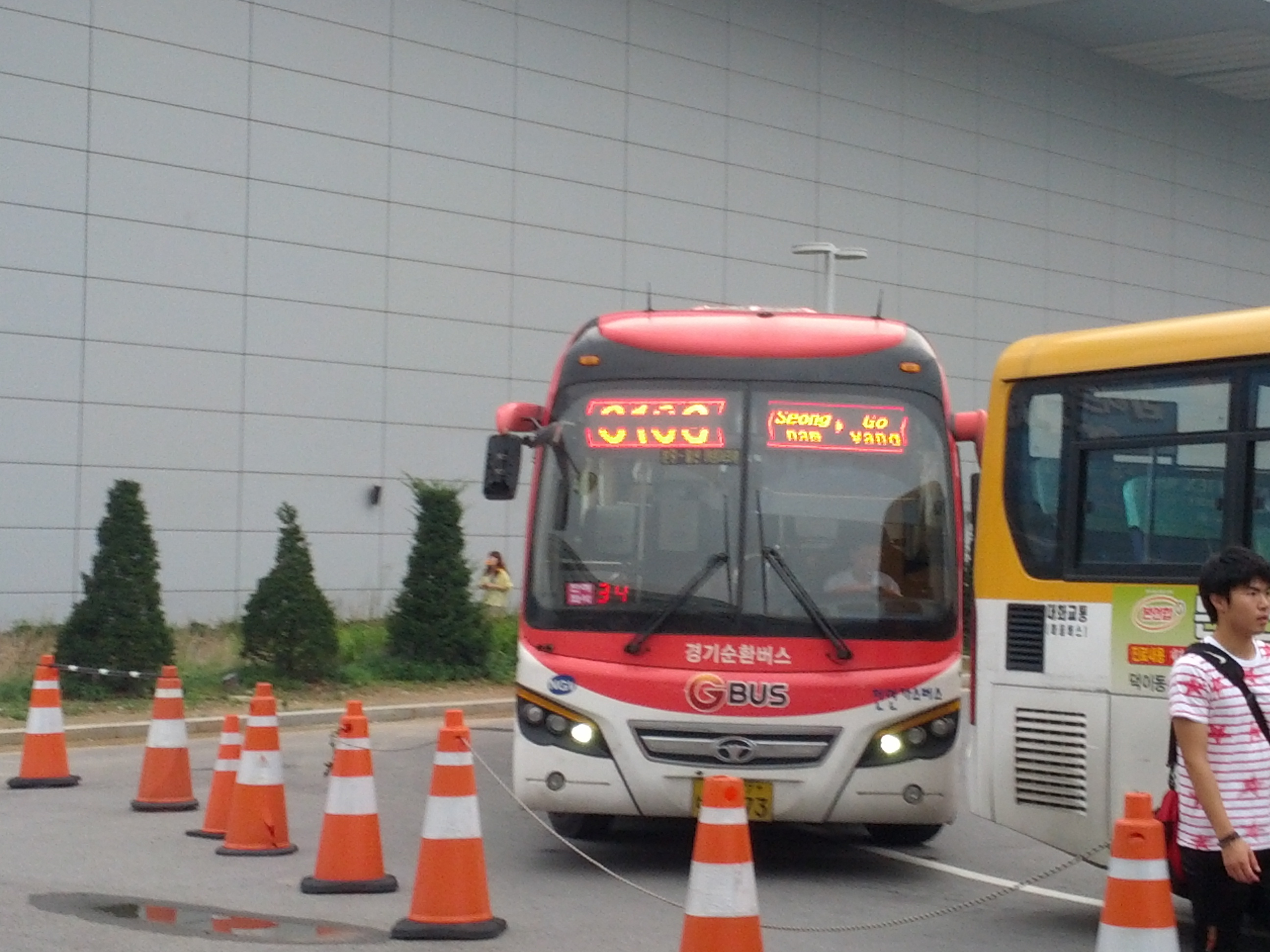
8109번

이 노선은 초기에 이매촌 한신 A를 경유 하였으나 2011년 2월 21일부터 기존 이매촌 한신 A 경유에서 서현역, 야탑역 경유로 노선이 변경되었으며 또한 2011년 10월 6일부터 킨텍스를 추가로 경유하게 되었다. 2011년 11월 4일부로 수내역을 추가로 정차하게 되었다. 2020년 1월 2일부로 이매역을 추가로 정차하게 되었다.  고양시의 반대로 인해 경기도 공공버스에 편집이 되지 않아 운행중단위기에 놓였으나 고양시가 보조금을 지급하는 조건으로 2021년 11월 1일부터 경기도 공공버스에 편입되었으며 인면허기관이 광주시 면허에서 성남시 면허로 변경되었다. 경기도의 시내버스 중 영업운행 거리가 가장 길다.

### 8401번

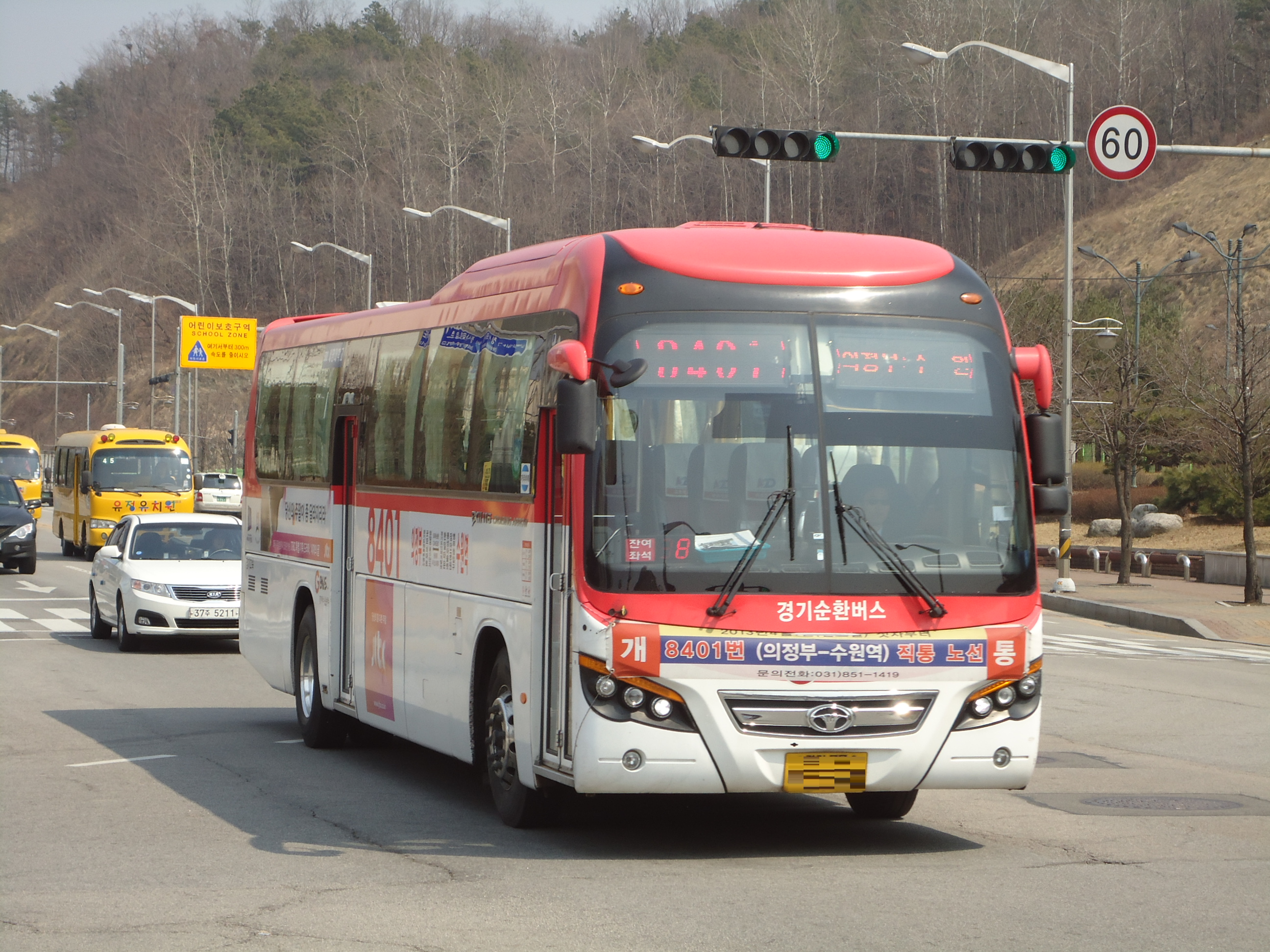
8401번

이 노선은 2013년 4월 1일에 신설되었으며 기존에 경기고속에서 운영하였던 의정부 ~ 수원간 8409번의 경우 구리시를 경유해 소요 시간이 많이 걸리자 김문수 경기도지사의 지시로 의정부 ~ 수원간 직통버스 개통을 추진했다. 구리시를 경유하지 않기 때문에 소요 시간이 대폭 단축되는 장점도 있지만 배차 간격이 긴 편에 속하기 때문에 이용시 시간표를 참고해야 한다. 2015년 1월 24일 이후로 신설된 8409B번 차량으로 운행을 하였다. 2015년 4월 27일에 8409번과 8409B번의 통합과 동시에 주말에도 2회 운행하게 되었으며 8409번 차량으로 운행을 하고 있다. 2020년 10월 13일부터 경기도 공공버스 편입에 따라 광주시 면허에서 의정부시 면허로 변경되었다.

### 8402번
이 노선은 2013년 12월 31일에 신설되었으며 기존에 경기고속에서 운영하였던 의정부 ~ 수원간 8401번과 8409번을 결합한 노선으로 막차 시간대만 운행한다. 다만 수원역 방면 운행 시 구리시를 경유 하지만 의정부 방면 운행 시 구리시를 경유하지 않기 때문에 이용시 주의해야 한다. 2015년 1월 24일에 시간표 변경과 동시에 폐선되었다.

### 8407번
기존 용남고속에서 운행하였으나 적자로 인하여 2010년 10월 30일부터 2011년 2월 20일까지 감차하여 파행운행한 적이 있었다. 이로 인해 용남고속은 이 노선에 대한 권리를 포기하기에 이르렀고, 2011년 2월 21일부로 이 노선을 경원여객에 양도되었다. 이와 함께 노선의 기점을 의왕시에서 군포시청로 변경하였으며 금정역, 범계역, 비산동, 안양역, 킨텍스를 경유하게 되었다. 경기순환버스 노선 중 유일하게 KD운송그룹이 운행하지 않는 노선이었다. 고양시의 반대로 인해 경기도 공공버스에 편입되지 못해 적자가 심해져서 2020년 6월 15일부터 운행이 중단했다가 2023년 6월 15일부터 운행을 재개했다.

### 8409번

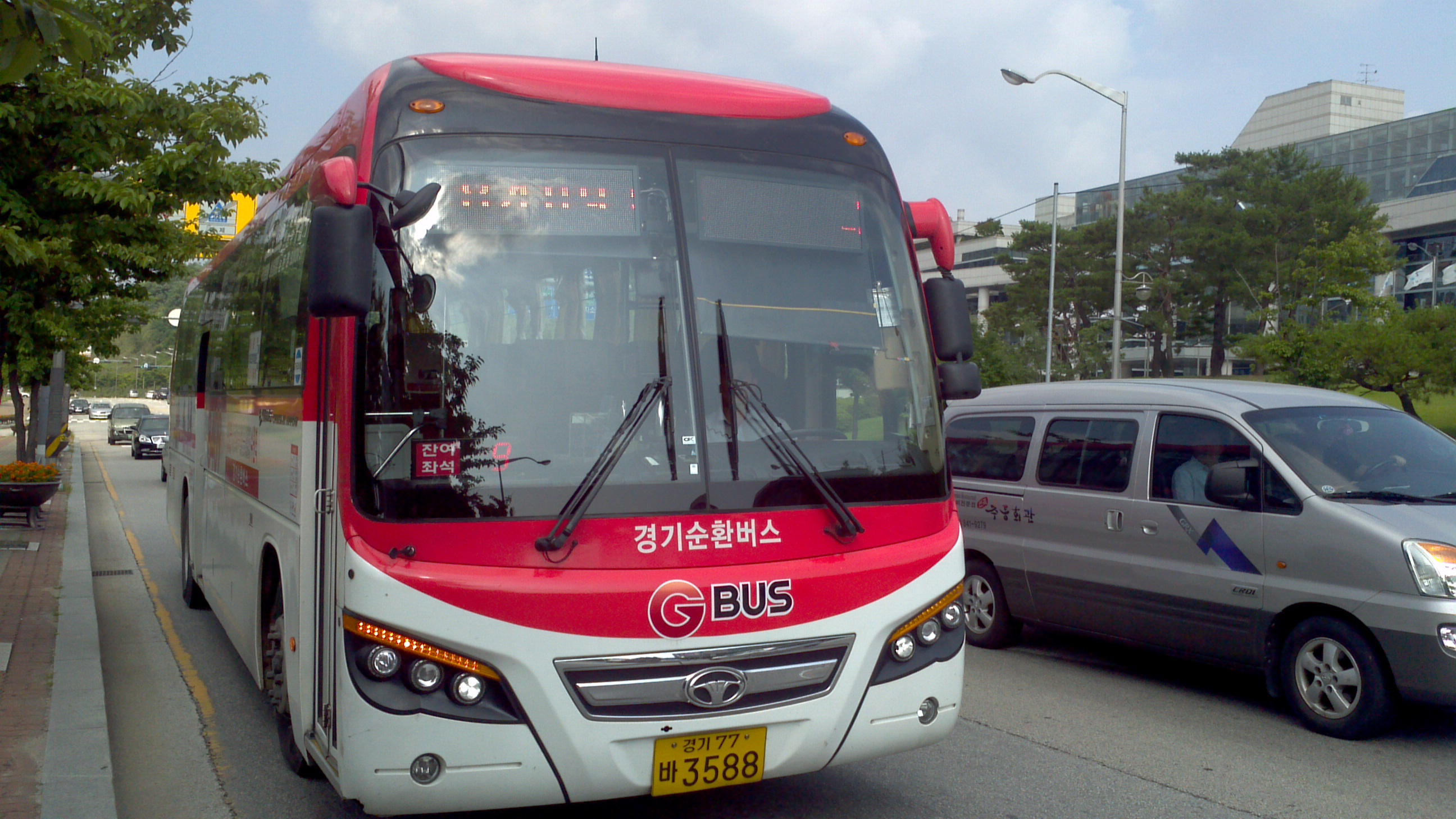
8409번

기존 용남고속에서 운행하였으나 적자로 인하여 2010년 10월 30일부터 2011년 2월 20일까지 감차하여 파행운행한 적이 있었다. 이로 인해 용남고속은 이 노선에 대한 권리를 포기하기에 이르렀고, 2011년 2월 21일부로 이 노선을 경기고속에 양도되었다. 이와 함께 노선의 기점을 의왕시에서 수원역으로 연장하고 안양시와 의왕시 경유 대신 구리시, 의왕요금소 경유로 변경으로 인해 기존 용남고속에서 운영하였던 수원 ~ 구리 ~ 의정부간 시외버스 노선이 8409번 노선 변경과 노선 중복으로 인해 2011년 2월 21일부로 폐선되었다. 그리고 안양시와 의왕시 미경유 구간은 현재 8906번이 대체하여 해당 구간을 운행하고 있다. 2011년 11월 4일부로 회룡역, 경기도인재개발원, 동성아울렛을 추가로 정차하게 되었다. 2015년 4월 27일부터 일 2회 8409번 차량으로 8401번 구리시 미경유 노선으로 운행을 시작하였다. 2020년 10월 13일부터 경기도 공공버스 편입에 따라 광주시 면허에서 의정부시 면허로 변경되었다.

### 8409B번
이 노선은 2015년 1월 24일에 신설되었으며 기존에 경기고속에서 운영하였던 의정부 ~ 수원간 8401번을 분리한 노선으로 8401번과 달리 구리시를 경유한다. 다만 배차 간격이 긴 편에 속하기 때문에 이용시 시간표를 참고해야 한다. 2015년 4월 27일에 8409번에 흡수 통합되면서 폐선되었다.

### 8906번

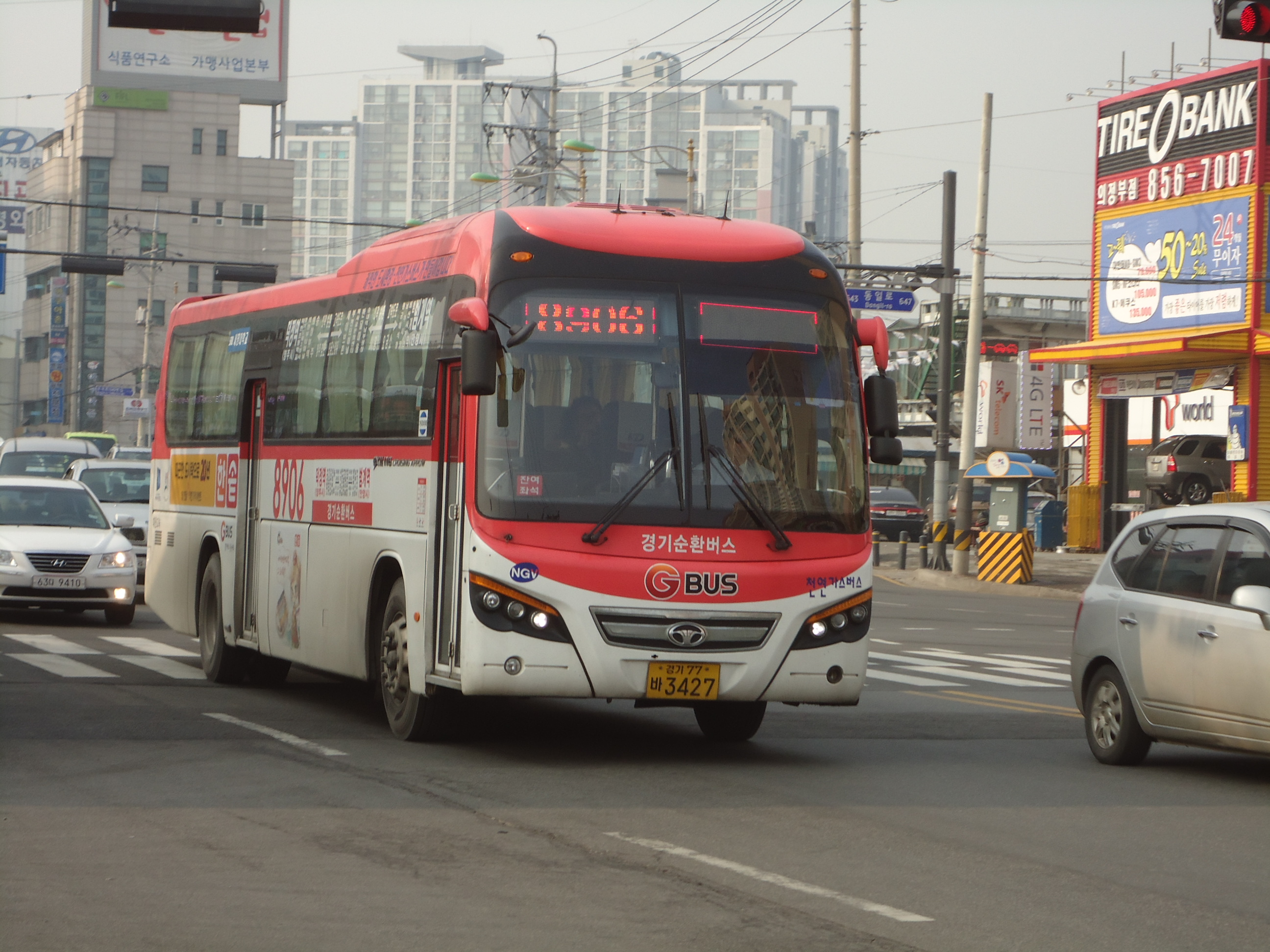
8906번

이 노선은 2010년 8월 23일에 신설되었으며 기존에 경일여객에서 운영하였던 의정부 ~ 부천간 시외버스 노선도 이 노선의 신설로 인하여 폐지되었다. 2011년 2월 21일에 송내역 경유 대신 반달마을 경유로 변경하고 이와 함께 종점을 송내역에서 의왕시 고천동까지 노선을 연장하여 변경된 8409번의 안양시와 의왕시 미경유로 인한 노선을 대체하였다. 하지만 송내역 미경유로 인하여 민원이 끊이지 않자 결국 KD운송그룹에서는 2011년 4월 9일 의왕시 고천동 방향에 한해서 송내역 남부 정류장을 추가로 정차하게 되었고 안양시 구간이 안양역 앞 대신 안양일번가를 경유하는 것으로 변경되었다. 2012년 6월 9일 기종점이 의왕시 고천동에서 안양시 범계역으로 단축된 대신 양주시 덕정역으로 연장되었다. 2020년 3월 9일에 경기도 공공버스에 편입과 동시에 양주시 면허로 이관되면서 진명여객이 운행한다. 2022년 11월 1일에 안양시 범계역에서 부천시 부천터미널로 단축되었다.

## 특징
- 고속도로 상의 요금소에서 타 버스 노선과 환승이 가능하다.
  - 요금소에서 환승가능한 노선 목록
    - 김포영업소 - (8906번, 3300번)
    - 양주영업소 - (8109번, 8906번)
    - 불암산요금소 (8109번, 8401번, 8409번)
    - 구리영업소 - (11번, 100번, 1001번, 1200번, 2000번, 7007번, 8012번, 8109번, 8401번, 8409번)
    - 가천대역 - (1112번, R1309번, R1310번, R1312번, R1801번, 1650번, G2100번, G6009번, 8109번, 8401번, 8409번, 3000번, R8143번, R8147번, R8153번)
    - 의왕청계영업소 - (333번, 1009번, 1650번, 2007번, 3330번, 3500번, 7007-1번, 8106번, 8401번, 8409번)
    - 시흥영업소 - (3200번, 8106번, G8808번, 8906번, 9300번)
    - 의왕요금소 - (R700번, R700-1번, 1002번, 1008번, 1009번, 2007번, 3000번, 3003번, 3100번, 7000번, 7001번, 7770번, 7780번, 7790번, 7800번, 7900번, R8147번, 8155번, 8401번, 8409번, G3900번)

  - 다만 의왕요금소는 수도권제1순환고속도로가 아닌 과천봉담도시고속화도로에 있는 요금소이며 나머지 요금소들은 수도권제1순환고속도로에 있다.
- 기존 직행좌석버스와 같은 외관의 운행차량을 사용하고 운행차량의 상당수가 FX ll 116 크루징 애로우나 FX 116 하모니, 뉴 프리미엄 유니버스 프라임 F/L로 운행되고 있다.[7] 그러나, 기본 운임이 카드 2600원, 현금 2700원으로 약 200원가량 비싸며, 기존 직행좌석버스와 달리 경기순환버스만 이용할 경우에도 구간 운임이 추가 부과된다. 최장거리 구간인 8906번의 덕정역 ~ 범계역 간 운임은 총액 현금 4000원이다. 자세한 내용은 경기도의 시내버스 문서를 참고한다.
- 노선 특성상, 차적과 실제 운행 지역이 일치하지 않는다.[8]
- 용남고속에서 운영하였던 8407번과 8409번은 적자로 인하여 감축 운행을 한적이 있었다. 이로 인해 용남고속은 운영권을 경기도에 반납하였으며 2011년 2월 21일부터 8407번은 경원여객, 8409번은 경기고속으로 노선을 양도함과 동시에 노선이 대폭 변경되었다.
- 잔여 좌석 표시 전광판이 없는 경원여객의 8407번을 제외한 모든 노선은 국토교통부의 광역급행버스에 준하는 39인승 버스로 운행하며 버스 전면 부위에 잔여 좌석을 표시하는 전광판이 설치되어 있어, 39석 만석으로 잔여좌석이 없으면 관련 규정상으로는 추가 승차가 불가하다. 하지만 승무원 재량으로 일부분 승차를 허용하기도 하는 것이 현실이다.
- 2011년 11월부터 2012년 2월까지 경기순환버스 하차후 타 교통수단을 이용하지 않고 바로 서울 지하철 9호선으로 환승하는 경우 환승 처리가 불가능하나, 직접 연계되는 경기순환버스가 없으므로 실질적 영향은 없으며 중간에 다른 교통수단을 이용하면 환승처리가 되었다.